# Capitello di Sant'Antonio Abate
Il capitello di Sant'Antonio Abate è un luogo di culto di Fossalta, situato in via Bigolo, lungo la strada che da Fossalta conduce a Trebaseleghe.

## Storia
Si presume sia la più antica costruzione religiosa presente non solo a Fossalta, ma in tutto il territorio comunale. Lo storico C. Agnoletti in Treviso e le sue pievi ricorda questo Capitello scrivendo che vi si celebrava già prima del Concilio di Trento. Se teniamo poi conto del fatto che nella pala dell'altare è raffigurato San Rocco, si può ragionevolmente far risalire quest'opera al '400. Notizie del suo restauro si hanno nel 1855, anno in cui Giacomo Candian fabbricò l'atrio ben adattandolo alla precedente costruzione così da ottenere un tempietto dalla struttura sobria e armoniosa ispirata ai canoni dell'arte neoclassica.
Un episodio curioso avvenne nella seconda metà del 1900: passando di notte vicino al Capitello si sentivano provenire dei sospiri e degli strani lamenti. L'ora notturna e la vicinanza del cimitero resero più preoccupante quel fenomeno. Non era allucinazione di un singolo poiché diverse persone andarono a sincerarsi. Allora il parroco don Amelio Pellizzari, anche per evitare che si diffondessero credenze superstiziose sulle anime dei defunti, decise di chiarire la cosa mandando dei muratori a fare un sopralluogo: essi verificarono che nel campanile avevano trovato ospitalità due barbagianni he avevano nidificato e così, con buona pace di chi si era lasciato impressionare, il "mistero" fu risolto.

### Restauri
Nella seconda metà del 1900 il Capitello soffrì di abbandono. Importanti lavori di restauro della facciata furono eseguiti nel 1995 con l'intervento della sovrintendenza alle Belle Arti e con il risultato di portare alla luce degli affreschi che anticamente ornavano la facciata. Attualmente però il tempo ha fatto il suo corso, riportando l'antico capitello a uno stato di degrado avanzato. Nel 2024 sono stati avviati i lavori di restauro eseguiti dalla ditta Settimo s.r.l.

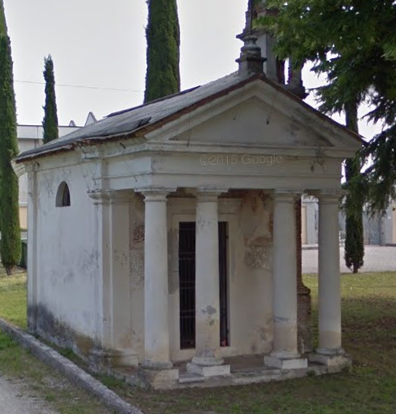
Il capitello nel 2023, prima dei lavori di restauro.

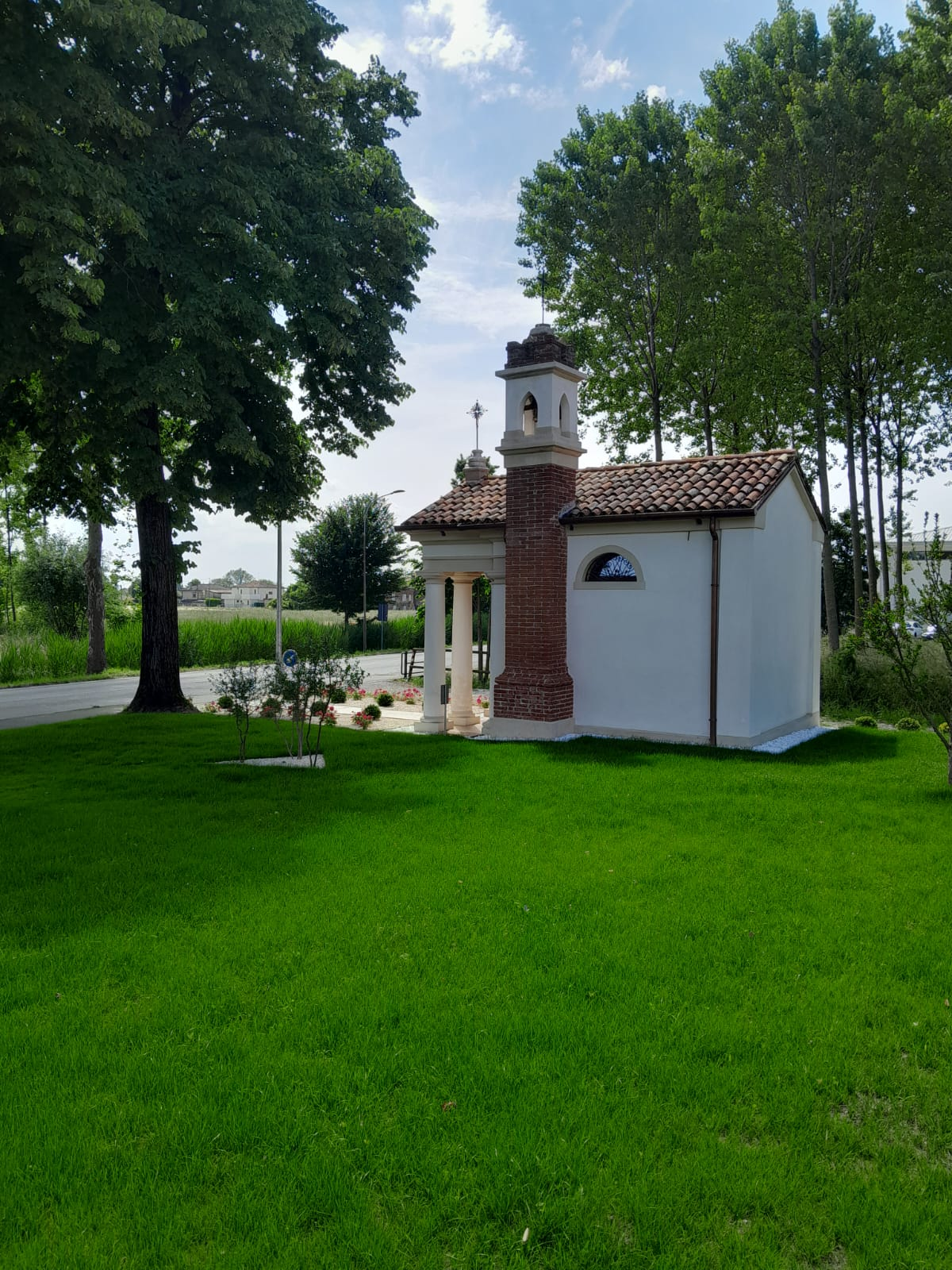
Il capitello visto da un'altra prospettiva.

## Affreschi
Il dipinto posto sull'altare, un trittico ad affresco con la rappresentazione di sant'Antonio Abate al centro, san Rocco a destra e san Giacomo Maggiore a sinistra, denuncia un grave stato di alterazione della primitiva superficie pittorica dovuta anche a maldestre ridipinture realizzate a secco.

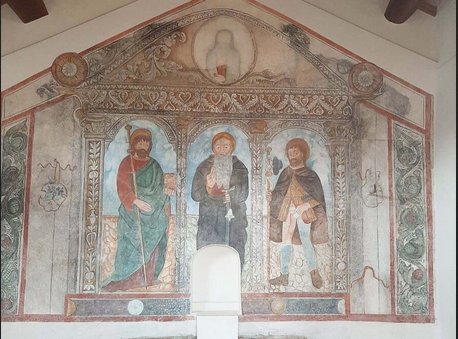
Particolare dell'affresco sopra l'altare: sant'Antonio Abate al centro, san Rocco a destra e san Giacomo Maggiore a sinistra